# Chinmoku no kantai
Chinmoku no kantai (沈黙の艦隊, litt. « La flotte du silence »), parfois connu sous son titre anglais  The Silent Service, est une série de manga de Kaiji Kawaguchi. Elle est prépubliée dans le magazine Weekly Morning de Kōdansha entre 1988 et 1996 et publiée en un total de 32 volumes tankōbon.
En 1990, Chinmoku no kantai remporte le 14ème Prix du manga Kōdansha dans la catégorie générale. La série est tirée à plus de 32 millions d'exemplaires, ce qui en fait l'une des séries manga les plus vendues.
La série est adaptée en une série télévisée animée spéciale et une série d'animation vidéo originale (OVA) produites par le studio Sunrise. Une adaptation cinématographique live sort au Japon en septembre 2023.

## Parcelle
Pendant la guerre froide, la force maritime d'autodéfense japonaise développe un sous-marin nucléaire conjointement avec la marine américaine. Lors de son voyage inaugural, le capitaine du sous-marin, Shiro Kaieda, déclare que le sous-marin est un État indépendant, « Yamato ». Kaieda tente d'assister à un sommet de l'ONU afin d'être reconnu comme une nation indépendante. Cependant, de nombreuses forces, telles que la marine américaine et la marine soviétique, tentent d'empêcher Kaieda et son équipage d'atteindre New York .

## Personnages
Shiro Kaieda (海江田四郎, Kaieda Shiro)
Hiroshi Fukamachi (深町洋, Fukamachi Hiroshi)
Yamanaka Eiji (山中栄治, Eiji Yamanaka)
Utsumi (内海)
Takuo Migoguchi (溝口拓男, Migoguchi Takuo)

## Médias

### Mangas
Chinmoku no kantai est écrit et illustré par Kaiji Kawaguchi. Il est publié en série dans le magazine seinen de Kōdansha, Weekly Morning, de 1988 à 1996. Kōdansha rassemble les chapitres individuels en trente-deux volumes tankōbon, sortis entre le 15 décembre 1989 et le 19 juin 1996,.

### Anime
Le manga est adapté pour la première fois en émission spéciale animée par Sunrise, éditée en vidéo le 18 décembre 1995 puis diffusée sur TBS le 3 mars 1996. Une animation vidéo originale (OVA) en deux épisodes également produite par Sunrise est diffusée le 25 septembre 1997 et le 25 janvier 1998,.
En Amérique du Nord, l'US Manga Corps de Central Park Media (en) double l'émission spéciale  et l'édite en VHS le 7 juillet 1998 puis en DVD le 9 janvier 2001.

### Jeux vidéo
La série est adaptée en trois jeux vidéo : un sur PlayStation publié par Kōdansha sous le titre Silent Service le 28 septembre 2000 et deux sur Windows publiés par SystemSoft Alpha sous le titre Silent Service le 12 mai 2000 et Silent Service 2 le 14 octobre 2005.

### Film
Une adaptation cinématographique prise de vues réelles est annoncée le 25 janvier 2023. Le film est réalisé par Kohei Yoshino, sur un scénario d'Hikaru Takai, et avec Shinzō Matsuhashi et Takao Osawa en tant que producteurs. Osawa joue également le rôle principal de Shiro Kaieda. Le film est distribué sous le titre The Silent Service par Tōhō et projeté en première dans les salles japonaises le 29 septembre 2023 avant d'être diffusé sur Amazon Prime Video.

### Série
Une série télévisé (1 saison  de 8 épisodes ) est produite en 2023 part Amazon réalisé par Kohei Yoshino et Scénarisé par Hikaru Takai la diffusion commence le 29 semptembre 2023 au US et le 9 février 2024 en France. La série est toujours en cours de production.

## Réception
Chinmoku no kantai remporte le 14ème prix du manga Kōdansha dans la catégorie générale en 1990, à égalité avec Gorillaman de Harold Sakuishi. Les 29 premiers volumes se sont vendus à plus de 22 millions d'exemplaires En 2022, la série s'était vendue à plus de 25 millions d'exemplaires au total. En 2023, s'était vendue à plus de 32 millions d'exemplaires au total.
Certains lecteurs et téléspectateurs internationaux n'étaient pas à l'aise avec le scénario. De nombreux critiques internationaux ont avancé que la série promouvait l'idée du militarisme japonais. Le manga a été discuté au sein de la Diète japonaise et était populaire auprès des Forces d'autodéfense.

## Héritage
Chinmoku no kantai a inspiré le film coréen Phantom: The Submarine sorti en 1999, en particulier la manière dont la marine de la république de Corée obtient un sous-marin de classe Sierra et la scène où elle utilise un câble de bouée de communication contre le sous-marin JMSDF.